# Aurora's Dream
Aurora's Dream è un singolo del cantautore statunitense Serj Tankian, pubblicato il 13 maggio 2016.

## Descrizione
Si tratta di una composizione realizzata da Tankian come tema principale per la prima edizione dell'Aurora Prize for Awakening Humanity, svoltasi a Erevan il 24 aprile 2016.
La versione pubblicata dall'artista figura la partecipazione vocale della cantante svizzera Veronika Stalder, mentre una versione strumentale è stata inclusa nel cortometraggio Aurora del regista Eric Nazarian.

## Tracce
1. Aurora's Dream – 6:50